# Campeonato Paraguaio de Futebol - Segunda Divisão
A Segunda Divisão do Campeonato Paraguaio é uma competição de futebol organizada pela Associação Paraguaia de Futebol. Foi disputada pela primeira vez em 1910 e teve o Club Nacional B como primeiro campeão. A partir daí instalou-se uma frágil mobilidade de promoções e despromoções entre as duas categorias, condicionada por inúmeros fatores. Com o passar dos anos, mudou de denominações até que, em 1997, a entidade instituiu a División Intermedia.

## División Intermedia
Em 1997, a Associação Paraguaia de Futebol instituiu uma nova competição para propiciar a integração dos clubes filiados à União de Futebol do Interior (UFI). A primeira edição foi conquistada pelo 12 de Octubre. O 3 de Febrero, por sua vez, detém o posto de maior vencedor do torneio, com três títulos.

## Títulos por clube
| Clube                 | Cidade               | Títulos               | Vices |
| --------------------- | -------------------- | --------------------- | ----- |
| Atlético 3 de Febrero | Ciudad del Este      | 3 (2004, 2013 e 2017) | 1     |
| Sportivo Trinidense   | Assunção             | 2 (2009 e 2022)       | 2     |
| Deportivo Recoleta    | Assunção             | 2 (2001 e 2024)       | 0     |
| River Plate-PAR       | Assunção             | 2 (2015 e 2018)       | 0     |
| Sol de América        | Villa Elisa          | 2 (2006 e 2023)       | 0     |
| General Caballero ZC  | Assunção             | 1 (2010)              | 3     |
| 12 de Octubre         | Itauguá              | 1 (1997)              | 2     |
| 2 de Mayo             | Pedro Juan Caballero | 1 (2005)              | 1     |
| General Díaz          | Luque                | 1 (2012)              | 1     |
| Independiente (CG)    | Assunção             | 1 (2016)              | 1     |
| Nacional              | Assunção             | 1 (2003)              | 1     |
| Resistencia           | Assunção             | 1 (1998)              | 1     |
| San Lorenzo           | Assunção             | 1 (2014)              | 1     |
| Cerro Porteño (PF)    | Presidente Franco    | 1 (2011)              | 0     |
| Guaireña              | Vila Rica            | 1 (2019)              | 0     |
| General Caballero JLM | Juan L. Mallorquín   | 1 (2019)              | 0     |
| Libertad              | Assunção             | 1 (2000)              | 0     |
| Rubio Ñu              | Assunção             | 1 (2008)              | 0     |
| Silvio Pettirossi     | Assunção             | 1 (2007)              | 0     |
| Tacuary               | Assunção             | 1 (2002)              | 0     |
| Universal             | Encarnación          | 1 (1999)              | 0     |